# Monasterio de Santa María de Valldaura
El monasterio de Santa María de Valldaura es un antiguo cenobio femenino de la orden del Císter. Se encuentra en la localidad de Olván, en la comarca catalana del Bergadá.

## Historia
Fue fundado en 1231 por Bernat de la Portella y su madre Geralda. Tras obtener permiso del obispo de Urgel, en 1237 se instaló en el cenobio una comunidad femenina procedente del monasterio de Santa María de la Bovera en la comarca del Urgel. El monasterio contó con la protección de la familia Portella, así como de los reyes Jaime I y Pedro II. Gracias a esta protección, el cenobio contó con un importante patrimonio que incluiía algunos castillos. Nunca fue una comunidad muy numerosa y en 1320 residían en el edificio un total de 10 monjas. 
En el año 1338 se produjo una división de la comunidad, trasladándose una parte de las religiosas al convento de Santa María Magdalena en Berga. En 1399, al convertirse la zona en peligrosa debido al aumento del bandolerismo, el resto de las monjas se trasladó a Manresa, donde fundaron un monasterio con el mismo nombre, El cenobio quedó abandonado. Pasó a ser un priorato, bajo control del monasterio de Poblet.

### Abadesas
Se encuentran documentadas ocho abadesas en la historia del cenobio
- Centella (1241-1243)
- Eldiarda d'Anglesola (1243-1245) quien más tarde fue abadesa de Vallbona
- Blanca de Berga (1246-1289)
- Marquesa de Guàrdia (1300-1314)
- Cília de Cartellar (1315-1340)
- Contança de Portella (1341-1362)
- Esclarmonda de Rechs (1362-1367)
- Sibil•la de Prous (1384-1415)
- Beatriu, abadesa ya en Manresa

## Arquitectura
La iglesia del antiguo monasterio es de estilo románico. Es de nave única con bóveda apuntada. La puerta tiene una dovela formada por piedras de gran tamaño que forman un arco de medio punto. Del edificio monacal tan solo quedan en pie algunas partes de los muros.